# Poggio Bianco Dragone
Il Poggio Bianco Dragone è un'area protetta di 308 ettari, classificata come zona speciale di conservazione, situata nei comuni di Montefiorino e Palagano, in provincia di Modena.
L'area è caratterizzata da un geostito ricco di ofioliti.

## Descrizione
Nella zona sub-montana e montana tra i comuni di Montefiorino e Palagano, si estendono i Cinghi di Boccassuolo, l’affioramento ofiolitico più imponente dell'Appennino modenese, principalmente sviluppato sul versante destro del torrente Dragone intorno al Poggio Bianco Dragone (905 m), fino ai 1075 m del Cinghio del Corvo. Affioramenti rocciosi più ridotti si trovano sul versante opposto, al Poggio di Medola e al Monte Calvario (tra 600 e 780 m). I blocchi ofiolitici, derivati per metamorfosi da antichi basalti, poggiano su un letto di marne e argille del Complesso Caotico e danno origine a un paesaggio aspro e variato, ricco di boschi (50%), soprattutto cerrete anche coniferate, arbusteti e ginepreti (20%), garighe, praterie ed ambienti rocciosi di vario tipo. Il letto del torrente Dragone e gli ambienti ripariali connessi sono abbastanza ben conservati. A monte della fascia collinare più antropizzata e a valle dell’alto appennino più ricco di ambienti naturali, il sito mantiene diverse peculiarità ambientali legate al substrato ofiolitico, antiche miniere metallifere e alcune memorie storico-architettoniche di pregio (antiche vie di transito e insediamenti medievali). Quattordici habitat di interesse comunitario, dei quali quattro prioritari, coprono circa un quinto della superficie del sito, con prevalenza per i tipi erbaceo arbustivi e di ambito roccioso, sia di ghiaioni e sia di rupi, con tanto di grotte non carsiche ma da vecchie miniere. Quattro habitat forestali integrano un quadro nel quale i boschi fanno più da sfondo che da protagonisti (sono rappresentati i due tipici submontani fluviali, i roverelleti e i castagneti) e che potrebbe essere rivisto in seguito all'approfondimento conoscitivo della medesima componente boschiva (pino silvestre spontaneo, da confermare, e lembi di forra).

## Flora
Nonostante la notevole diffusione, i boschi (cerrete, ostrieti, pinete di pino nero d’impianto artificiale e qualche castagneto) non costituiscono gli habitat più importanti del sito, in quanto non differiscono sostanzialmente dalle analoghe formazioni del medio appennino emiliano. Sono piuttosto i massicci ofiolitici, in particolare il Calvario e il Poggio Bianco Dragone, ad ospitare peculiarità floristiche da un lato legate al chimismo dei serpentini, dall'altro alle particolari condizioni morfologiche e microclimatiche, spesso adatte ad ospitare specie mediterranee, soprattutto su pietraie assolate e rade praterie con pochi arbusti e alberi sparsi. Non sono segnalate specie di interesse comunitario, tuttavia sono presenti numerose specie rare o di pregio naturalistico, tra le quali la graminacea Stipa etrusca (pennata) a Poggio Calvario, la felce Asplenium septentrionale (a Poggio Bianco Dragone), la composita Scorzonera austriaca, specie rare di ambiente montano come Paeonia officinalis, Lilium martagon o Doronicun columnae e alcune orchidee tra le quali Orchis pallens, Limodorum abortivum, Anacamptis pyramidalis, Anacamptis morio, Ophrys bertolonii e Ophrys fuciflora.

## Fauna
Sicuramente in parte ancora da investigare, la fauna del sito ospita almeno quattro specie di mammiferi d'interesse comunitario: il chirottero Ferro di Cavallo maggiore (Rhinolophus ferrumequinum) e il minore (Rhinolophus hipposideros) e i due grandi Myotis myotis e Myotis blythii, troglofili presenti nelle antiche miniere, più il lupo, elusivo frequentatore ormai di tutti gli ambienti appenninici, e un invertebrato, il Gambero di fiume (Austropotamobius pallipes). Tra i chirotteri sono segnalati anche gli antropofili Serotino e il Pipistrello di Savi.
Per quanto riguarda l'avifauna, il sito rappresenta un importante sito di nidificazione per Succiacapre (Caprimulgus europaeus), Tottavilla (Lullula arborea) e Calandro (Anthus campestris).
È presente tra gli anfibi il Tritone alpestre (Triturus alpestris).